# Melbourne Storm
Maillots
Le Melbourne Storm est un club professionnel australien de rugby à XIII basé à Melbourne, capitale de l'État de Victoria, terre de football australien. Il évolue depuis la saison 1998 dans la National Rugby League (NRL) qui est le championnat élite d'Australie. Bien qu'ayant constitué un palmarès dans les années 2000 avec des victoires de NRL en 1999, 2007 et 2009 ainsi que trois saisons régulières de NRL en 2006, 2007 et 2008, le club voit en 2010 le retrait de ses titres en NRL entre 2005 et 2009 en raison d'un dépassement de son plafond salarial. Il ne lui reste donc qu'un titre de NRL en 1999 comme palmarès ainsi qu'un World Club Challenge en 2000.
Le club est fondé en 1997 pour intégrer la NRL en 1998 dans l'objectif de développer le rugby à XIII dans l'État de Victoria, il devient rapidement l'une des franchises les plus victorieuses manquant les phases finales qu'en 2001 et 2002.
Depuis son intégration, il évolue à l'Olympic Park Stadium avant d'intégrer l'AAMI Park en mai 2010 après avoir disputé quelques matchs à l'Etihad Stadium au début de 2010. Le club est détenu par News Limited.

## Palmarès
| World Club Challenge                                         | National Rugby League |
| ------------------------------------------------------------ | --- |
| - Champion (3) : 2000, 2010 et 2018. - Finaliste (1) : 2008. | - Champion (4) : 1999, 2012, 2017 et 2020. - Finaliste (3) : 2016, 2018 et 2024. - Vainqueur de la saison régulière (6) : 2011, 2016, 2017, 2019, 2021 et 2024. |

## Histoire

### Création de Melbourne Storm

Logo du Melbourne Storm de 1998 à 2017.

En 1996, l'Australian Rugby League (ARL) décide de créer un club basé à Melbourne en raison du succès des matchs du State of Origin (87 161 spectateurs en 1994 et 52 994 spectateurs en 1995). Cependant en mai 1997, le CEO de la Super League (compétition rivale à l'ARL créé en 1997), John Ribot, prend de vitesse l'ARL . L'ancien joueur des Brisbane Broncos Chris Johns devient le CEO du nouveau club de Melbourne, et Josh Ribot démissionne de la tête de la Super League pour aider Johns à en poser les bases. En septembre 1997, Melbourne annonce que Chris Anderson est le nouvel entraîneur, et la Super League annonce que cette nouvelle équipe prend le nom de « Melbourne Storm ».
Le recrutement du Storm provient essentiellement des autres franchises de la Super League, notamment les Perth Reds et les Hunter Mariners. C'est ainsi que Robbie Ross, Glenn Lazarus, Brett Kimmorley et Scott Hill rejoignent Melbourne. 
En 1998, l'ARL et la Super League fusionnent pour ne constituer qu'une seule ligue professionnelle en Australie, donnant naissance à la National Rugby League (NRL). 
Le Melbourne Storm, lancé en février 1998, devient donc le seul club professionnel créé à l'occasion de cette fusion (et le seul en Victoria) pendant que trois autres clubs disparaissent.

### Débuts réussis de Melbourne en NRL

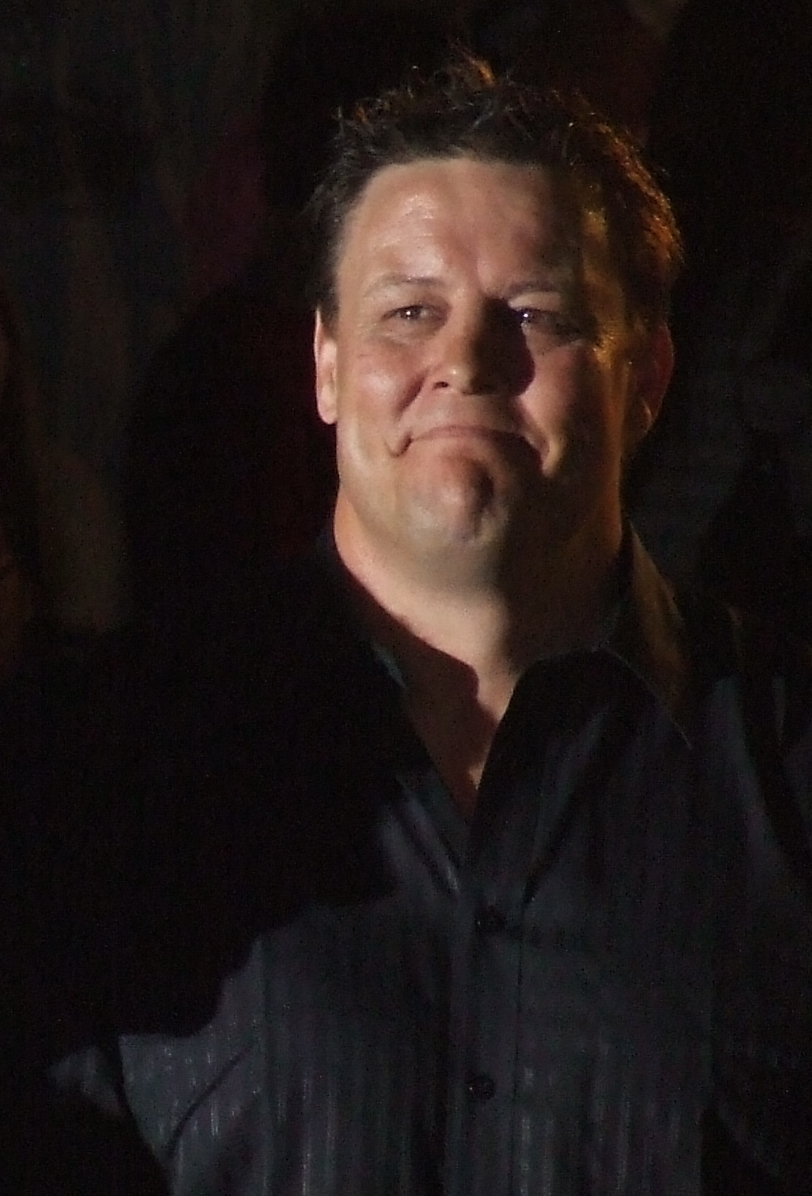
Glenn Lazarus, premier capitaine du club.

Lors de son tout premier match, Melbourne bat 14-12 Illawarra, avec Glenn Lazarus au capitanat et deux essais de Scott Hill. Melbourne aligne cinq victoires d'affilée avant un déplacement chez les Auckland Warriors et une défaite 12-16. Cette première saison est une réussite sportive puisque le club présente le troisième meilleur bilan de la saison régulière derrière Brisbane et Newcastle. Qualifié en phases finales, Melbourne est battu d'entrée par Sydney, se rattrape en battant ensuite Canberra 24-10, mais affronte les premiers de la saison régulière Brisbane, et est battu 6-30 par le futur champion. 
En janvier 1999, John Ribot négocie un marché pour que les matchs de Melbourne Storm soient télévisés en Chine chaque week-end. 
Lors de cette saison 1999, Melbourne remporte huit de ses onze premiers matchs, lançant parfaitement sa saison. Il termine une nouvelle fois à la troisième place de la saison régulière derrière cette fois ci Cronulla et Parramatta. 

Comme l'année précédente, il est surpris au premier match des phases finales en étant battu par St. George Illawarra Dragons 10-34. Au second match, il vient à bout des Canterbury Bulldogs 24-22, puis en demi-finale bat Parramatta 18-16 pour se qualifier. Le Melbourne Storm dispute sa première finale de NRL le 26 septembre 1999 au bout de sa deuxième saison d'existence.
Opposé de nouveau à St. George, Melbourne prend sa revanche 20-18 et s'adjuge le premier titre de son histoire, Brett Kimmorley est désigné homme du match et reçoit la Médaille Clive Churchill, Matt Geyer termine lui meilleur scoreur de la NRL.

### Début des années 2000: Melbourne a des difficultés

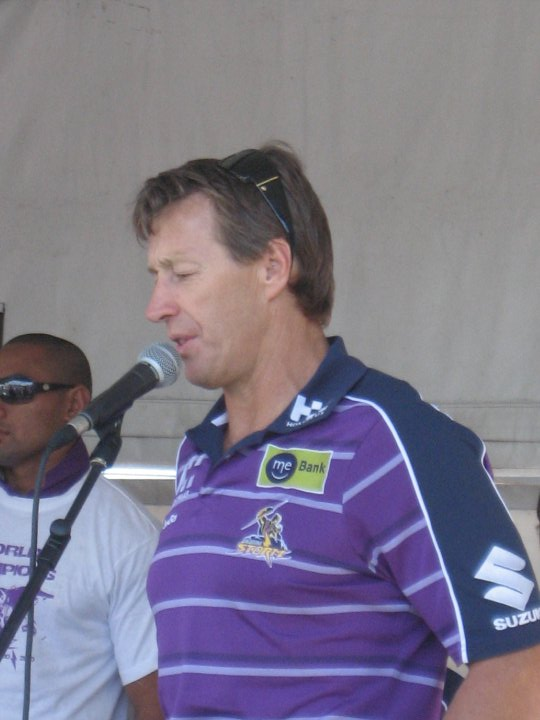
L'entraîneur Craig Bellamy prend ses fonctions en 2003.

Lors de la saison 2000, après avoir remporté le World Club Challenge contre St Helens au JJB Stadium 44-6, Melbourne fait une mauvaise entame avec quatre défaites d'affilée mais se reprend rapidement. Il termine sixième de la saison régulière et se qualifie pour les phases finales. Toutefois, il est éliminé dès son premier match par Newcastle 16-36 le 5 août 2000.
Durant les saisons 2001 et 2002, les performances du club sont mauvaises (neuvième en 2001 et dixième en 2002), ne lui permettant pas à se qualifier pour les phases finales.

Les relations entre Johns, Ribot et Anderson s'en ressentent, et, en début de saison 2001, Anderson est remplacé par Mark Murray.
Ce dernier échoue à qualifier Melbourne en phases finales, et est renvoyé en fin d'année 2002, pendant que Johns quitte le poste de CEO fin 2002.

Craig Bellamy arrive pour la saison 2003 au poste d'entraîneur,, et Stephen Kearney prend le capitanat.
Entre 2003 et 2005, Melbourne se qualifie pour les phases finales, mais n'atteint jamais la finale de la NRL.

Durant la saison 2004, le joueur Danny Williams frappe un de ses adversaires, Mark O'Neill, et est suspendu dix-huit semaines, la plus lourde suspension prononcée par le NRL depuis sa création en 1998.

En 2005, Craig Bellamy a l'honneur d'être l'entraineur de la sélection « Country » pour le City vs Country Origin.

### Domination de Melbourne en NRL

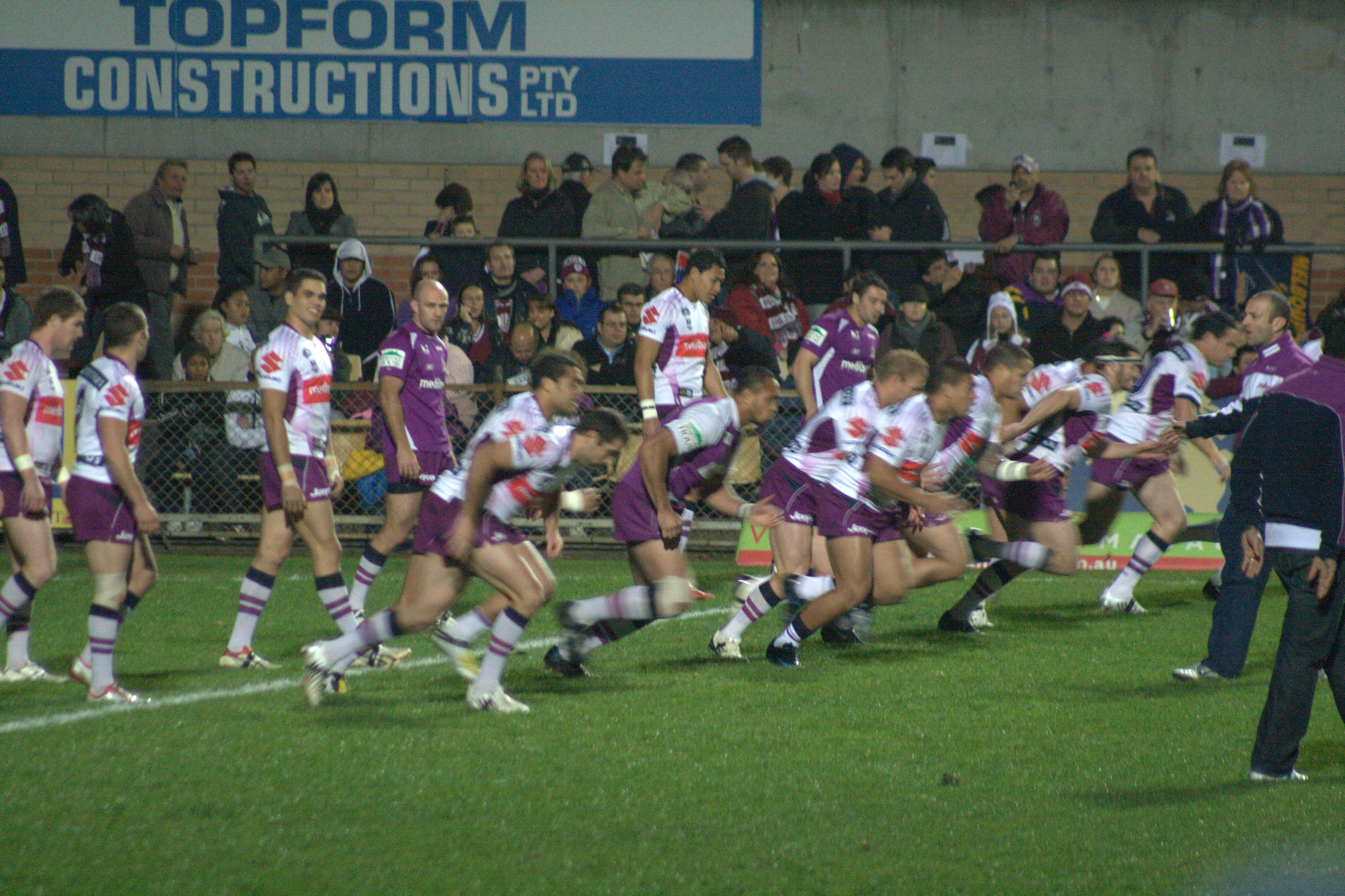
Entrainement d'avant match de Melbourne Storm.

En 2006, Melbourne Storm entreprend de grands changements dans son effectif après la retraite de Robbie Kearns, l'émergence de Cooper Cronk et le recrutement de Michael Crocker. Déjouant les pronostics, Melbourne réalise une excellente saison remportant vingt matchs sur les vingt-quatre disputés et s'adjugeant la première place de la saison régulière avec huit points d'avance sur Canterbury Bulldogs. En phases finales, Melbourne bat Parramatta 12-6 puis St. George 24-10 pour se qualifier pour la seconde finale de leur histoire. Au Telstra Stadium devant 79 609 spectateurs le 1er octobre 2006, Melbourne est battu par les Brisbane Broncos 8-15 sur des décisions arbitrales controversées. Craig Bellamy est désigné entraîneur de l'année, Cameron Smith meilleur joueur et talonneur de l'année, et Cooper Cronk meilleur demi de mêlée de l'année.
En 2007, le Melbourne Storm repart sur les mêmes bases que leur précédente saison, dominant la saison régulière avec la même régularité, il remporte la saison régulière avec vingt-et-une victoire en vingt-quatre matchs. En phases finales, il retrouve Bribane qu'il bat sur le score de 40-0, en demi-finale Melbourne s'impose 26-10 contre Parramatta. Pour leur seconde finale d'affilée devant 81 392 spectateurs, le Melbourne Storm remporte son deuxième titre de son histoire en battant 34-8 Manly Sea Eagles le 30 septembre 2007 où Greg Inglis est désigné homme du match. Israel Folau est désigné meilleur débutant de l'année, Craig Bellamy meilleur entraîneur.

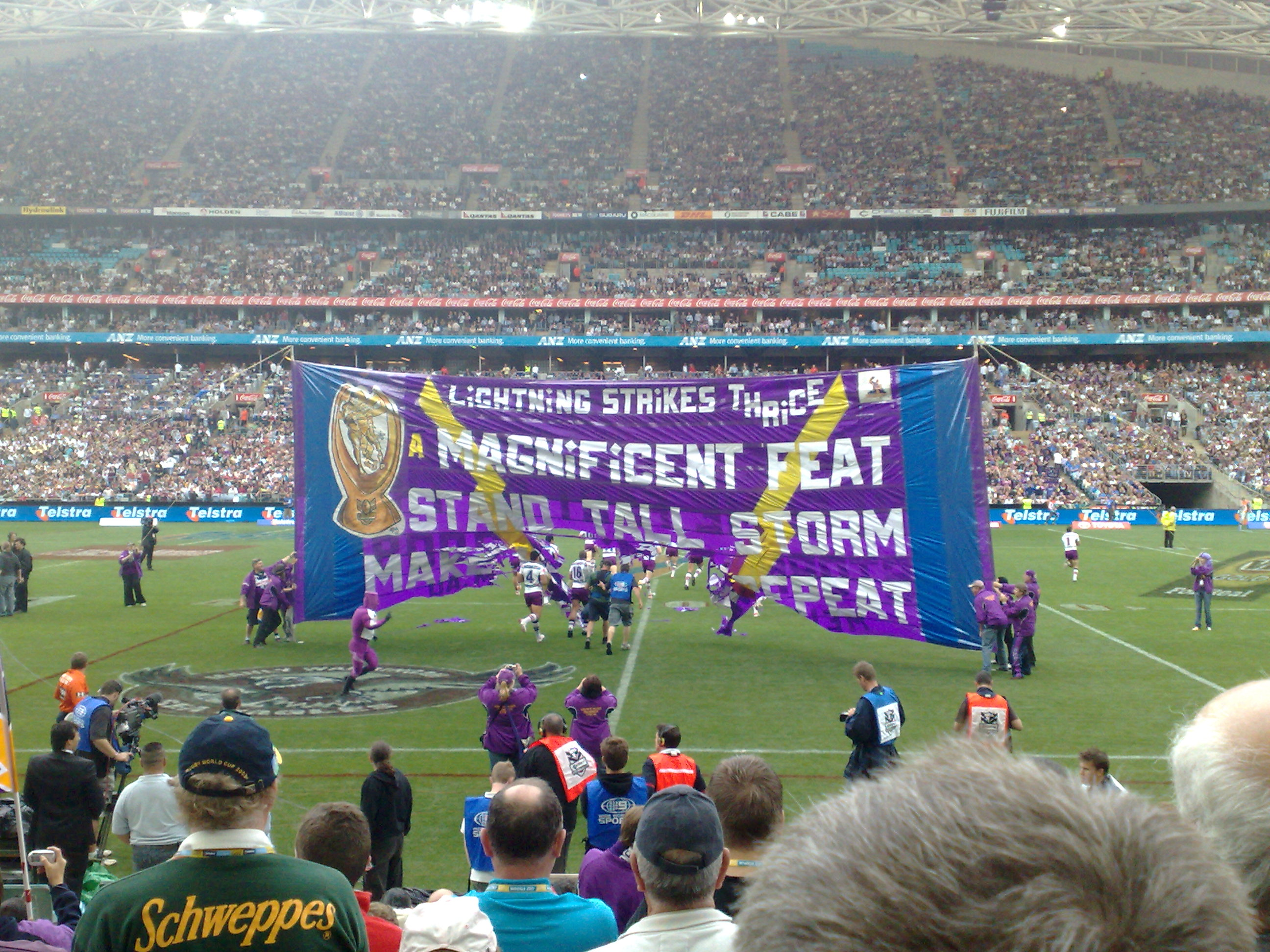
Étendard de Melbourne Storm d'avant match.

Lors de la saison 2008, Melbourne remporte sa troisième saison régulière d'affilée grâce à leur différence de points puisqu'il compte 38 points comme Manly et Cronulla. En phases finales, Melbourne est surpris au premier tour par les New Zealand Warriors (huitième de la saison régulière) en étant battu 15-18. Melbourne parvient cependant à se reprendre en match de repêchage en allant gagner à Brisbane contre les Broncos 16-14 puis en allant gagner chez les Cronulla Sharks 28-0 pour se qualifier en finale. À l'ANZ Stadium le 5 octobre 2008, il affronte Manly mais est battu sur le score sans appel de 0-40.
Après avoir remporté trois saisons régulières, la saison régulière 2009 de Melbourne est d'un standard inférieur finissant quatrième mais se qualifiant pour les phases finales. Il prend sa revanche au premier tour des phases finales en battant 40-12 Manly. En demi-finale, il bat les Brisbane Broncos 40-10 et se qualifie pour sa seconde finale d'affilée. Contre Parramatta Eels devant 82 538 spectateurs à l'ANZ Stadium le 4 octobre 2009, Melbourne remporte le troisième titre de son histoire en gagnant 23-16 dont un drop de Greg Inglis, où Billy Slater est désigné homme du match.

### 2010: l'affaire du plafond salarial
Dans sa préparation d'avant saison, Melbourne se rend en Angleterre, il affronte Harlequins RL (victoire 34-10) et remporte le World Club Challenge contre Leeds Rhinos 18-10 à Elland Road. En NRL, l'équipe aligne quatre victoires d'affilée avant de subir deux défaites.
C'est à ce moment-là que le club se trouve sanctionné pour avoir mis en place un système de rémunérations parallèles afin de dépasser la masse salariale autorisée par la NRL, mis en place par Brian Waldron (nommé entretemps manageur de la franchise de rugby à XV les Melbourne Rebels qui du démissionner). La sanction est la perte des deux titres acquis en 2007 et 2009 ainsi que les titres de saisons régulières (2006, 2007 et 2008) et une amende de 500 000 dollars australiens plus 1,1 million d'euros à reverser aux quinze autres franchises. Cette sanction est la plus dure à l'encontre d'un club dans l'histoire de la NRL, qui a pour conséquence le retraits de quelques sponsors de Melbourne Storm, enfin le club ne peut se qualifier pour les phases finales de la NRL puisqu'aucun point lui est accordé.

## Effectif actuel

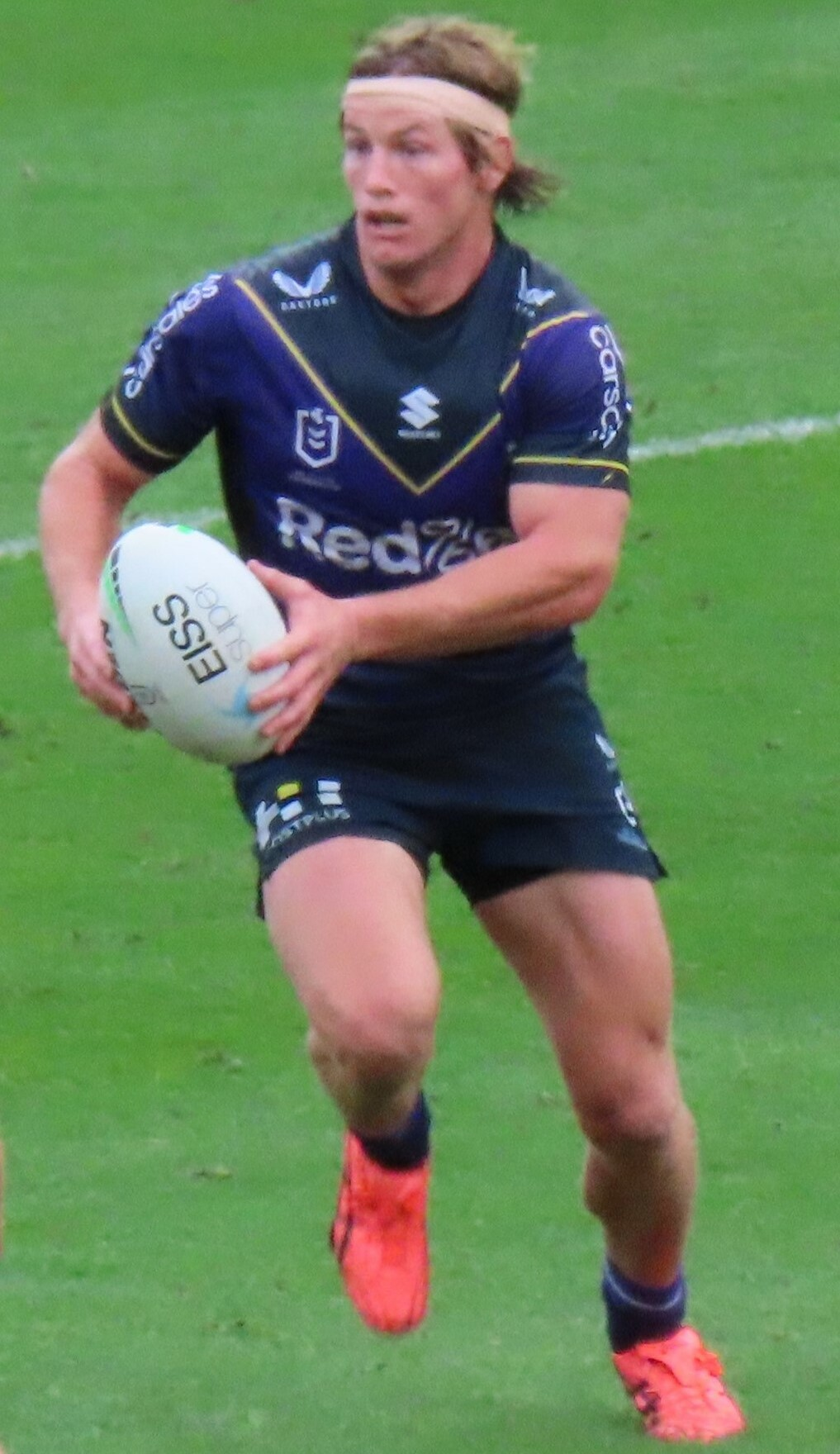
Harry Grant, capitaine du Melbourne Storm en 2024.

## Bilan du club
| Année                                  | Année | Saison régulière | Saison régulière | Saison régulière | Saison régulière | Saison régulière | Saison régulière | Saison régulière | Saison régulière | Saison régulière | Phase finale        | Phase finale | Phase finale | Phase finale | Phase finale | Phase finale | Phase finale |
| Année                                  | Année | Class.           | Points           | MJ               | V.               | N.               | D.               | B.               | Pp.              | Pc.              | Perf.               | MJ           | V.           | N.           | D.           | Pp.          | Pc.          |
| National Rugby League                  |       |                  |                  |                  |                  |                  |                  |                  |                  |                  |                     |              |              |              |              |              |              |
| 1998                                   | 1998  | 3e               | 35               | 24               | 17               | 1                | 6                | 0                | 546              | 372              | 3e tour             | 3            | 1            | 0            | 2            | 42           | 66           |
| 1999                                   | 1999  | 3e               | 36               | 24               | 16               | 0                | 8                | 2                | 639              | 392              | Champion            | 4            | 3            | 0            | 1            | 72           | 94           |
| 2000                                   | 2000  | 6e               | 29               | 26               | 14               | 1                | 11               | 0                | 672              | 529              | 1er tour            | 1            | 0            | 0            | 1            | 16           | 30           |
| 2001                                   | 2001  | 9e               | 23               | 26               | 11               | 1                | 14               | 0                | 704              | 725              | Non qualifié        | -            | -            | -            | -            | -            | -            |
| 2002                                   | 2002  | 10e              | 23               | 24               | 9                | 1                | 14               | 2                | 556              | 586              | Non qualifié        | -            | -            | -            | -            | -            | -            |
| 2003                                   | 2003  | 5e               | 34               | 24               | 15               | 0                | 9                | 2                | 564              | 486              | 2e tour             | 2            | 1            | 0            | 1            | 30           | 48           |
| 2004                                   | 2004  | 6e               | 30               | 24               | 13               | 0                | 11               | 2                | 684              | 517              | 2e tour             | 2            | 1            | 0            | 1            | 49           | 57           |
| 2005                                   | 2005  | 6e               | 30               | 24               | 13               | 0                | 11               | 2                | 640              | 462              | 2e tour             | 2            | 1            | 0            | 1            | 40           | 42           |
| 2006                                   | 2006  | 1er              | 44               | 24               | 20               | 0                | 4                | 2                | 605              | 404              | Finale préliminaire | 2            | 1            | 0            | 1            | 31           | 68           |
| 2007                                   | 2007  | 1er              | 44               | 24               | 21               | 0                | 3                | 1                | 627              | 277              | Titre retiré        | 3            | 3            | 0            | 0            | 100          | 18           |
| 2008                                   | 2008  | 1er              | 38               | 24               | 17               | 0                | 7                | 2                | 584              | 282              | Finaliste           | 4            | 2            | 0            | 2            | 59           | 72           |
| 2009                                   | 2009  | 4e               | 33               | 24               | 14               | 1                | 9                | 2                | 505              | 348              | Titre retiré        | 3            | 3            | 0            | 0            | 103          | 38           |
| 2010                                   | 2010  | 16e              | 0                | 24               | 14               | 0                | 10               | 2                | 489              | 363              | Non qualifié        | -            | -            | -            | -            | -            | -            |
| 2011                                   | 2011  | 1er              | 42               | 24               | 19               | 0                | 5                | 2                | 521              | 308              | Finale préliminaire | 2            | 1            | 0            | 1            | 30           | 28           |
| 2012                                   | 2012  | 2e               | 38               | 24               | 17               | 0                | 7                | 2                | 579              | 361              | Champion            | 3            | 3            | 0            | 0            | 78           | 22           |
| 2013                                   | 2013  | 3e               | 37               | 24               | 16               | 1                | 7                | 2                | 589              | 373              | 2e tour             | 2            | 0            | 0            | 2            | 26           | 38           |
| 2014                                   | 2014  | 6e               | 32               | 24               | 14               | 0                | 10               | 2                | 536              | 460              | 1er tour            | 1            | 0            | 0            | 1            | 4            | 28           |
| 2015                                   | 2015  | 4e               | 32               | 24               | 14               | 0                | 10               | 2                | 467              | 348              | Finale préliminaire | 2            | 1            | 0            | 1            | 32           | 50           |
| 2016                                   | 2016  | 1er              | 42               | 24               | 19               | 0                | 5                | 2                | 563              | 302              | Finaliste           | 3            | 2            | 0            | 1            | 42           | 36           |
| 2017                                   | 2017  | 1er              | 44               | 24               | 20               | 0                | 4                | 2                | 633              | 336              | Champion            | 3            | 3            | 0            | 0            | 82           | 22           |
| 2018                                   | 2018  | 2e               | 34               | 24               | 16               | 0                | 8                | 1                | 536              | 363              | Finaliste           | 3            | 2            | 0            | 1            | 67           | 65           |
| 2019                                   | 2019  | 1er              | 42               | 24               | 20               | 0                | 4                | 1                | 631              | 300              | Finale préliminaire | 3            | 1            | 0            | 2            | 52           | 26           |
| 2020                                   | 2020  | 2e               | 32               | 20               | 16               | 0                | 4                | 0                | 534              | 276              | Champion            | 3            | 3            | 0            | 0            | 92           | 54           |
| 2021                                   | 2021  | 1er              | 44               | 24               | 21               | 0                | 3                | 1                | 815              | 316              | Finale préliminaire | 2            | 1            | 0            | 1            | 46           | 22           |
| 2022                                   | 2022  | 5e               | 32               | 24               | 15               | 0                | 9                | 1                | 657              | 410              | 1er tour            | 1            | 0            | 0            | 1            | 20           | 28           |
| National Rugby League (dix-sept clubs) |       |                  |                  |                  |                  |                  |                  |                  |                  |                  |                     |              |              |              |              |              |              |
| 2023                                   | 2023  | 3e               | 38               | 24               | 16               | 0                | 8                | 3                | 627              | 459              | Finale préliminaire | 3            | 1            | 0            | 2            | 22           | 79           |
| 2024                                   | 2024  | 1er              | 44               | 24               | 19               | 0                | 5                | 3                | 692              | 449              | Finaliste           | 3            | 2            | 0            | 1            | 91           | 42           |
| 2025                                   | 2025  | -                | -                | -                | -                | -                | -                | -                | -                | -                | -                   | -            | -            | -            | -            | -            | -            |

## Emblème et couleurs du club
À l'origine, le club avait une préférence pour le nom de « Melbourne Mavericks » avec un logo représentant un bandit armé avec un carré d'as. Le club allait l'officialiser quand Lachlan Murdoch de News Limite's suggère de trouver un autre nom car le mot « Mavericks » sonnait trop américain. « Trams » et « Flying Foxes » sont cités, puis Chris Johns et John Ribot décident de trouver autour des thèmes de la puissance, des éclairs et de l'orage, pour finalement ne retenir que mot orage : « storm ». Le club devient donc le « Melbourne Storm ».
Le Melbourne Storm a toujours porté des couleurs de son État Victoria, donc bleu maritime avec un scapulaire blanc. Mais le consultant du club Peter McWhirter suggère de mettre du violet et de l'or pour le secteur du merchandising. Ces couleurs sont également retenues sur le logo. De 1998 à 2004, les quatre couleurs (bleu maritime, blanc, violet et blanc) sont sur le maillot mais en 2004 l'argent remplace l'or, avant que ce dernier réapparaisse en 2010. Entre-temps, le violet est devenu prépondérant par rapport au bleu maritime.

## Stade

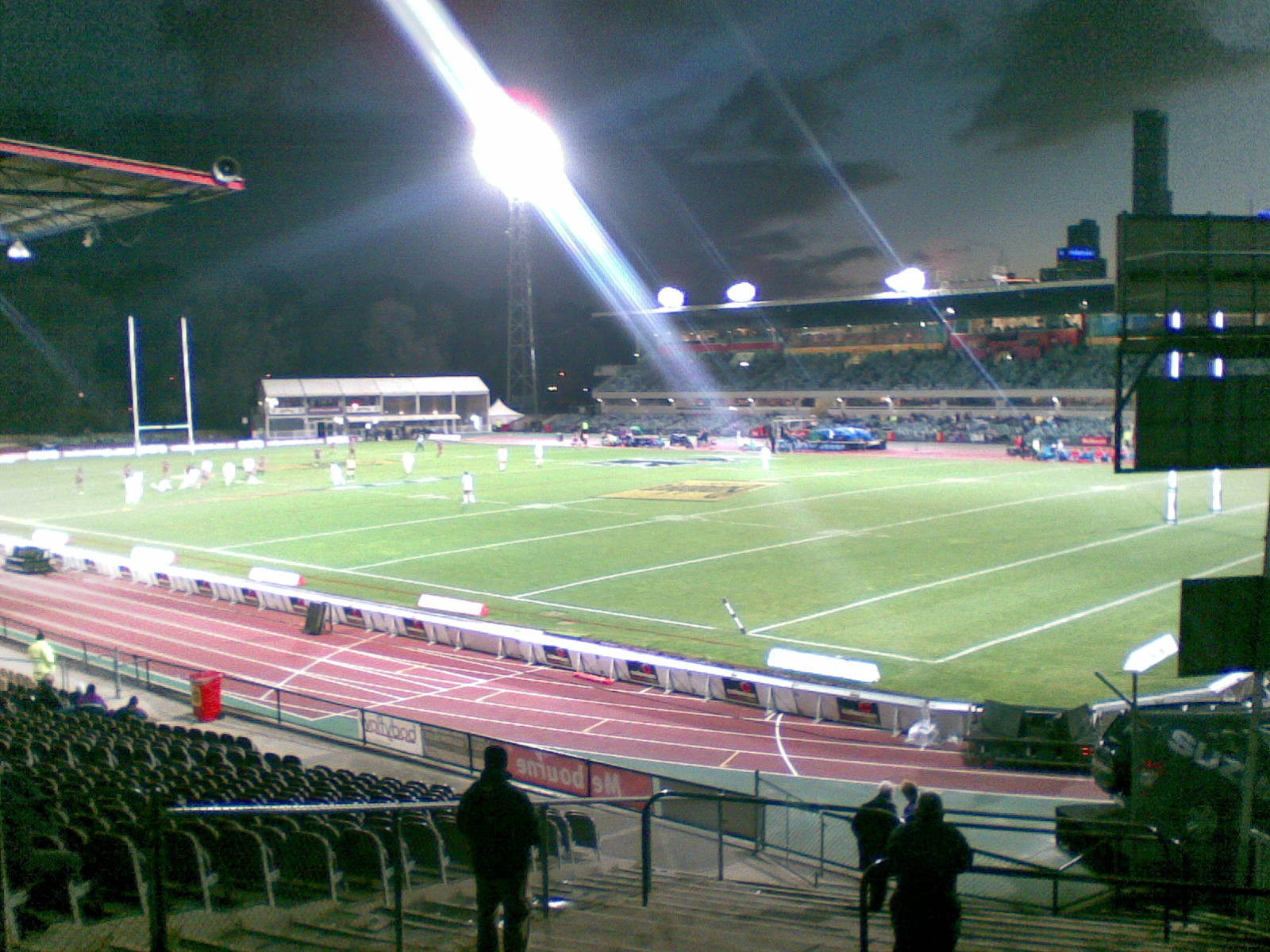
L'Olympic Park Stadium où Melbourne a disputé 130 matchs.

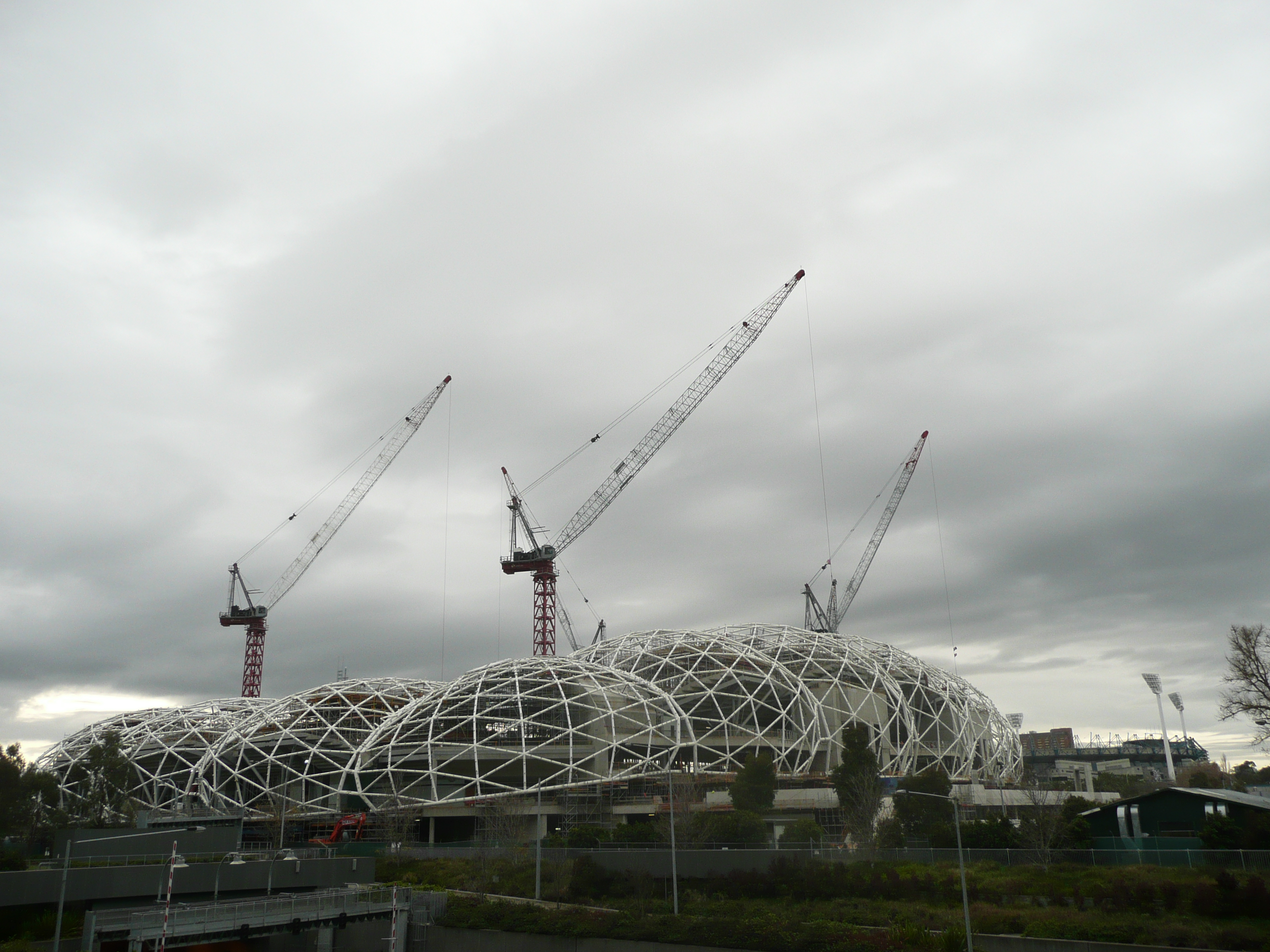
l'AAMI Park, inauguré en mai 2010, est le nouveau stade résident de melbourne Storm.

Le Melbourne Storm a disputé la plus vaste majorité de ses matchs à domicile à l'Olympic Park Stadium, surnommé par les supporters de Melbourne « The Graveyard » (le cimetière) en raison du fort pourcentage de victoires de Melbourne (77,20 %). C'est dans ce stade construit en 1956 que le club a disputé son match inaugural à domicile en 1998. La plus forte affluence enregistrée est 20522 spectateurs à l'occasion d'une victoire contre North Sydney Bears le 3 avril 1998.
La franchise évolue sur cette pelouse jusqu'à la fin de la saison 2000 où il enregistre une moyenne de « 14622 » spectateurs par match en saison régulière, sa plus forte affluence moyenne de son histoire, ceci en partie en raison de deux matchs disputés au Melbourne Cricket Ground, une fois contre St. George Illawarra devant 23 239 spectateurs et un autre contre Cronulla devant 15 535 spectateurs qui constituent ses deux des trois plus fortes affluences lors de la saison 2000. Le club décide alors d'emménager à l'Etihad Stadium mais après trois années de baisses régulières dont une moyenne en 2005 de 8 898 spectateurs par match, la franchise décide de revenir à l'Olympic Park Stadium où avec de meilleurs résultats, la moyenne augmente régulièrement pour atteindre 12 474 spectateurs par match lors de la saison 2008. Hors saison régulière, il bat son record d'affluence en phases finales lors d'une réception au Telstra Dome contre Parramatta en 2007 avec 33 427 spectateurs.
Le Melbourne Storm joue son dernier match à l'Olympique Park le 29 août 2009 contre les Sydney Roosters qu'il bat 36-4. Lors de la saison 2010, en attendant de jouer à l'AAMI Park (31 500 places) en mai 2010, le club dispute ses matchs à l'Etihad Stadium où il bat son record d'affluence en saison régulière avec 25 480 spectateurs contre St. George le 2 avril 2010.

## Joueurs emblématiques

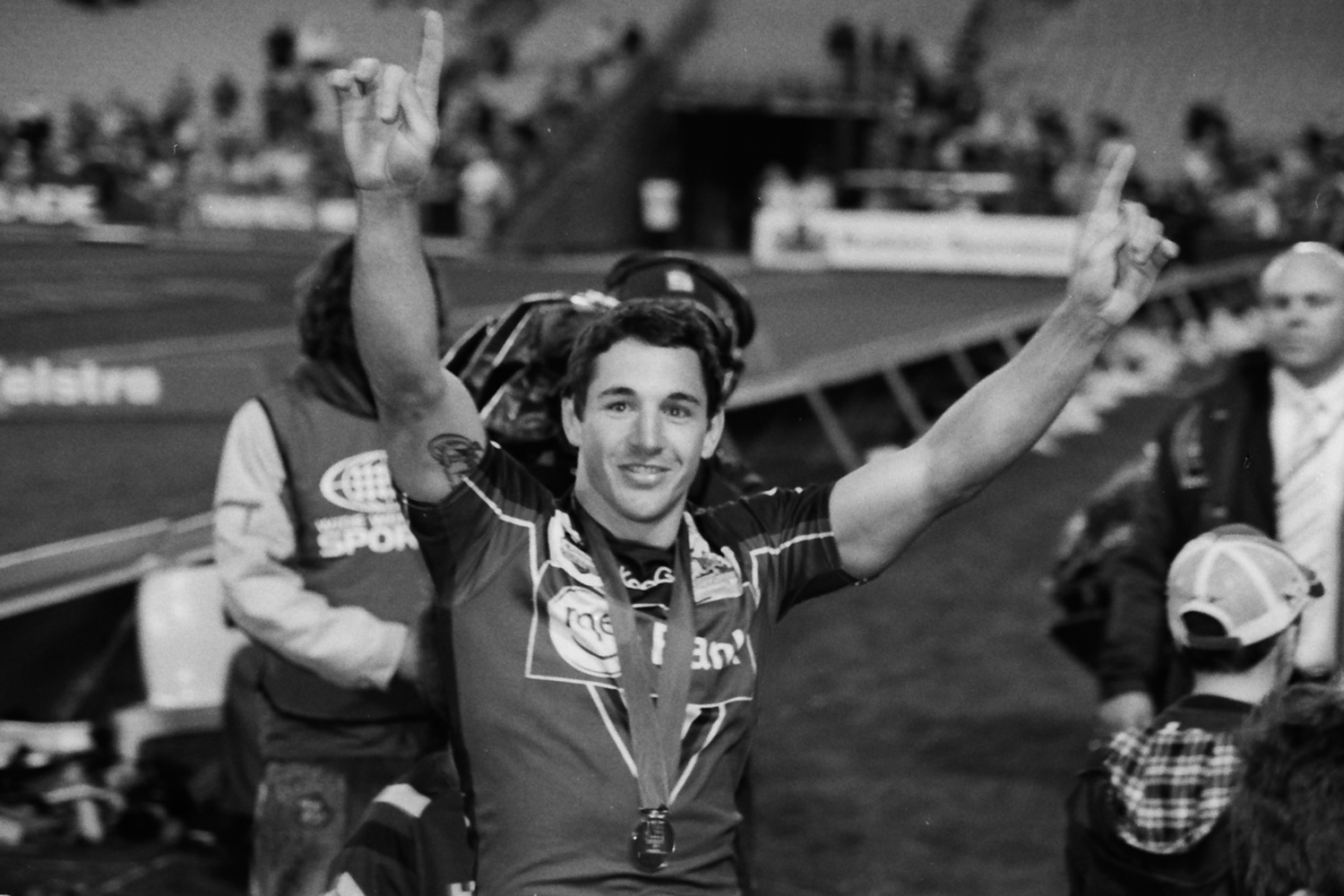
Billy Slater.

Pour fêter ses dix années d'existence en 2007, le Melbourne Storm a dressé une équipe type de la décennie. Les dix-sept joueurs ont été sélectionnés par l'ancien entraîneur-adjoint Greg Brentnall, le fondateur John Ribot, le journaliste du Daily Telegraph Steve Mascord et le membre du conseil d'administration du club Frank Stanton.
| No. |  | Position         | Joueur          |
| --- |  | ---------------- | --------------- |
|     |  | Arrière          | Billy Slater    |
|     |  | Ailier           | Matt Geyer      |
|     |  | Centre           | Matt King       |
|     |  | Centre           | Greg Inglis     |
|     |  | Ailier           | Marcus Bai      |
|     |  | Demi d'ouverture | Scott Hill      |
|     |  | Demi de mêlée    | Brett Kimmorley |
|     |  | Pilier           | Glenn Lazarus   |
|     |  | Talonneur        | Cameron Smith   |

| No. |  | Position        | Player          |
| --- |  | --------------- | --------------- |
|     |  | Pilier          | Robbie Kearns   |
|     |  | Deuxième ligne  | Dallas Johnson  |
|     |  | Deuxième ligne  | Stephen Kearney |
|     |  | Troisième ligne | Tawera Nikau    |
|     |  | Pilier          | Rodney Howe     |
|     |  | Deuxième ligne  | David Kidwell   |
|     |  | Deuxième ligne  | Ryan Hoffman    |
|     |  | Arrière         | Cooper Cronk    |

D'autres ont également marqué le club : 
| - Josh Addo-Carr - Russell Bawden - Jesse Bromwich - Will Chambers - Michael Crocker - Brett Finch - Israel Folau - Tim Glasby - Antonio Kaufusi |  | - Felise Kaufusi - Matt King - Cameron Munster - Dane Nielsen - Justin Olam - Anthony Quinn - Robbie Ross - Suliasi Vunivalu - Jake Webster - Brett White |